# Spider-Man (datorspel 2002)
Spider-Man (även känd som Spider-Man: The Movie) är ett datorspel från 2002 baserat på filmen Spider-Man från 2002, som i sin tur är baserad på den tecknade serien Spider-Man från Marvel Comics. Spelet utvecklades av Treyarch och utgavs av Activision och släpptes för Gamecube, Microsoft Windows, Playstation 2, Xbox och Game Boy Advance. Spelet har många scener och skurkar som inte förekommit i filmen. Spelet följdes av Spider-Man 2 år 2004 för att främja utgivandet av den andra filmen, och år 2007 släpptes Spider-Man 3 för att främja utgivandet av den tredje filmen.